# Vrede van Lunéville

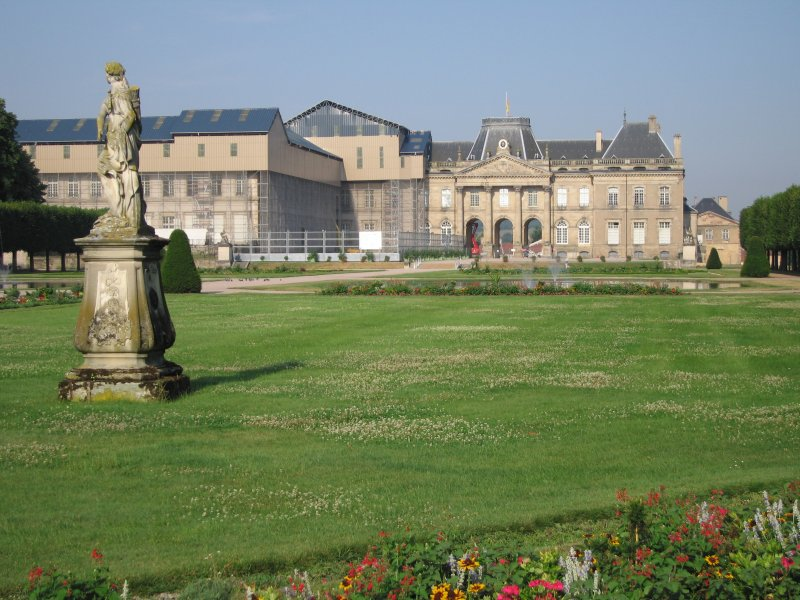
Kasteel van Lunéville waar de vrede werd getekend.

Het Heilige Roomse Rijk na Lunéville.

De Vrede van Lunéville werd op 9 februari 1801 in het Franse Lunéville getekend tussen Oostenrijk en de Franse republiek. Voor Frankrijk tekende Jozef Bonaparte en voor Oostenrijk Johann Ludwig von Cobenzl.
Het verdrag volgde op de Franse overwinningen op de Oostenrijkers in de Slag bij Marengo en de Slag bij Hohenlinden (1800).
- Artikel 2 herhaalde de afstand door Oostenrijk van de Zuidelijke Nederlanden, het graafschap Falkenstein, het Frickdal en alle bezittingen op de linker Rijnoever tussen Zurzach en Bazel. Het gebied tussen Zurzach en Bazel werd door Frankrijk aan de Helvetische Republiek afgedragen.
- Artikel 4 kende het landgraafschap Breisgau toe aan de voormalige hertog van Modena.
- Artikel 5 kende de voormalige groothertog van Toscane compensatie toe binnen het Heilige Roomse Rijk.
- Artikel 6 regelde de afstand door het Heilige Roomse Rijk van de gehele linker Rijnoever aan Frankrijk.
- Artikel 7 stelde vast dat alle wereldlijke vorsten voor hun verliezen schadeloos moesten worden gesteld op basis van de principes van het Congres van Rastatt, dus door middel van secularisatie van de prinsbisdommen.
- Artikel 11 bepaalde dat de partijen de onafhankelijkheid van de Bataafse, Helvetische, Cisalpijnse en Ligurische zusterrepublieken zouden respecteren.

Met de Vrede van Lunéville kwam een einde aan de Tweede Coalitieoorlog en werd de Vrede van Campo Formio uit 1797 bevestigd. Het Verdrag van Parijs, dat op 10 oktober te Parijs werd gesloten tussen Frankrijk en Rusland, ondersteunde het vredesverdrag. De Britten tekenden een jaar later de Vrede van Amiens.